# Invar

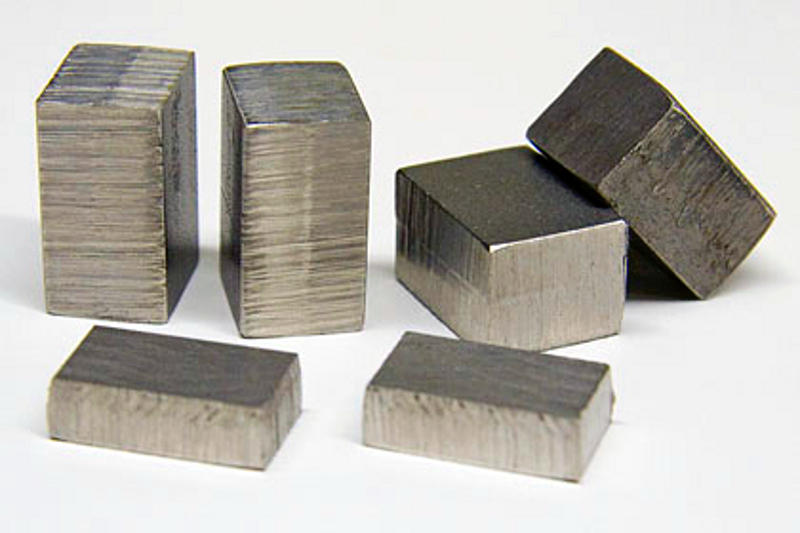
Échantillons d'Invar.

L’Invar est un alliage de fer (64 %) et de nickel (36 %) dont la propriété principale est d’avoir un coefficient de dilatation très faible. Cette invention est due au Suisse Charles Édouard Guillaume, qui fut récompensé du prix Nobel de physique en 1920 pour l’étude des propriétés de cet alliage.
Le terme Invar est une marque déposée depuis 1907, propriété d’Imphy Alloys, filiale d’Aperam.
Sa dénomination générique est : « Fe-Ni36% » (ou 64FeNi aux États-Unis).

## Historique

### Constats inattendus

Évolution du coefficient de dilatation en fonction de la teneur massique en nickel dans l'alliage.

C'est en l'absence d'une solution entièrement satisfaisante de la règle-étalon de second ordre, que le Comité international des poids et mesures décida d'inscrire la question du perfectionnement de ces règles au programme du Bureau international dès 1891. Chargé plus spécialement de ce travail, Guillaume renonça rapidement à l'emploi des laitons et des bronzes. Il poussa alors ses recherches du côté du nickel et de ses alliages avec le cuivre qui donnèrent des résultats plus encourageants.
En 1895, J.R. Benoît, directeur du Bureau international des poids et mesures, examina un alliage de fer-nickel contenant 22 % de nickel et 3 % de chrome. Cet alliage montra un comportement surprenant : bien que le fer et le nickel soient tous deux des matériaux ferromagnétiques, l'alliage était paramagnétique et son coefficient d'expansion beaucoup plus élevé que ceux du nickel ou du fer pur. L'étude avait été réalisée à la demande de la Section Technique de l'Artillerie de Paris, et l'alliage avait été fourni par les Aciéries d'Imphy près de Nevers, puis la Société de Commentry-Fourchambault.
Quelques années plus tôt, John Hopkinson avait noté que les alliages fer-nickel peuvent subir une transformation remarquable. L'analyse d'un alliage à 25 % de nickel, relativement mou et paramagnétique à température ambiante, devient dur et ferromagnétique lorsqu'il est réfrigéré à 0 °C. Dans le même temps, le volume augmentait de 2 %. À cette époque, la structure cristalline des métaux était peu connue, et on ne savait pas que ces changements étaient dus à une transition de phase.
Au printemps 1896, la société Imphy livra une barre d'un alliage fer-nickel contenant 30 % de nickel. Guillaume nota alors que son coefficient de dilatation thermique n'est que d'environ un tiers de celle du platine. Ce résultat remarquable surprit Guillaume qui s'attendait à ce que les propriétés physiques de l'alliage se situent entre celles des deux corps purs le composant - un principe connu sous le nom de la règle des mélanges.
Guillaume reçut alors de son directeur, J.R. Benoît, l'autorisation de poursuivre l'examen de ces phénomènes. Le bureau n'ayant pas de fonds disponibles pour la recherche, Guillaume sollicita l'aide d'Henri Fayol, le directeur général de l'aciérie d'Imphy en mai 1896. Les deux alliages déjà étudiés, de 22 % et 30 % de nickel, lui ayant été envoyés, Fayol lui répondit simplement : « Votre travail est intéressant. Que vous faut-il pour le poursuivre ? Je suis avec vous. ». Une collaboration gratuite avec le Bureau International démarrait, qui allait porter sur l'étude de 600 nuances différentes d'alliages.

### Découverte des propriétés de l'Invar
La corrélation entre la dilatation thermique et la perméabilité magnétique avait déjà été établie en 1896. Guillaume constate en effet que la composition de l'alliage n'a une influence que sur l'étendue des modifications des propriétés magnétiques et sur la dilatation thermique.
Dès 1897, Guillaume décrit sa découverte dans la publication Recherches sur les aciers au nickel. Dilatations aux températures élevées; résistance électrique (CR Académie des Sciences 125, 235±238, 1897) où il comparait dix-sept nuances d'alliages différentes.
L'Invar a une structure cristallographique cubique à faces centrées (cfc) avec des déformations dues à la présence de nickel, qui se place en substitution du fer. Les atomes de fer peuvent y adopter deux configurations électroniques, d'énergie interne proche : l'une est ferromagnétique et l'autre ne l'est pas. La configuration ferromagnétique occupe un volume un peu plus important que la configuration non ferromagnétique.
Lorsque la température s'élève, l'alliage adopte progressivement la configuration non ferromagnétique, car elle devient énergétiquement la plus favorable. La contraction volumique due au passage de la configuration ferromagnétique à la configuration non ferromagnétique est compensée par l'expansion thermique naturelle du matériau, de sorte que le volume total reste plus ou moins constant. Au-dessus de la température de Curie du matériau, qui est de 280 °C, le ferromagnétisme disparait et le matériau se dilate alors normalement.
Cette faible dilatation thermique, due à une forte magnétostriction en volume positive de l'Invar, se retrouve également dans d'autres matériaux (Fe72Pt28, Pd3Fe...), dont on dit qu'ils présentent aussi un effet Invar.
Le 10 décembre 1920, Guillaume reçut le prix Nobel de physique pour ses recherches sur les alliages fer-nickel.

## Composition et propriétés

### Composition
À l'automne de 1896, Guillaume propose une baisse du coefficient d'expansion à température ambiante avec un alliage contenant environ 36 % de nickel. Le coefficient d'expansion de cet alliage vaut un dixième de celui du fer.
Sur proposition de Marc Thury, est défini l'Invar industriel. Dans l'étude, l'influence d'un grand nombre d'additifs est étudiée : le manganèse, le carbone, le chrome et le cuivre.
Étant donné qu'aucune production industrielle de fer-nickel libre de manganèse et de carbone n'était envisageable, C.-E. Guillaume fixa la composition standard à 0,1 % de manganèse et 0,4 % de carbone.
En plus de ces éléments, le chrome et le cuivre sont des additifs possibles. Le magnésium, le silicium et le cobalt peuvent être ajoutés pour améliorer les propriétés mécaniques. D'autres éléments peuvent également améliorer certaines caractéristiques : par exemple, l'ajout de plus de carbone, de manganèse et de chrome permet une meilleure résistance à la corrosion par piqûres.

### Dilatation thermique

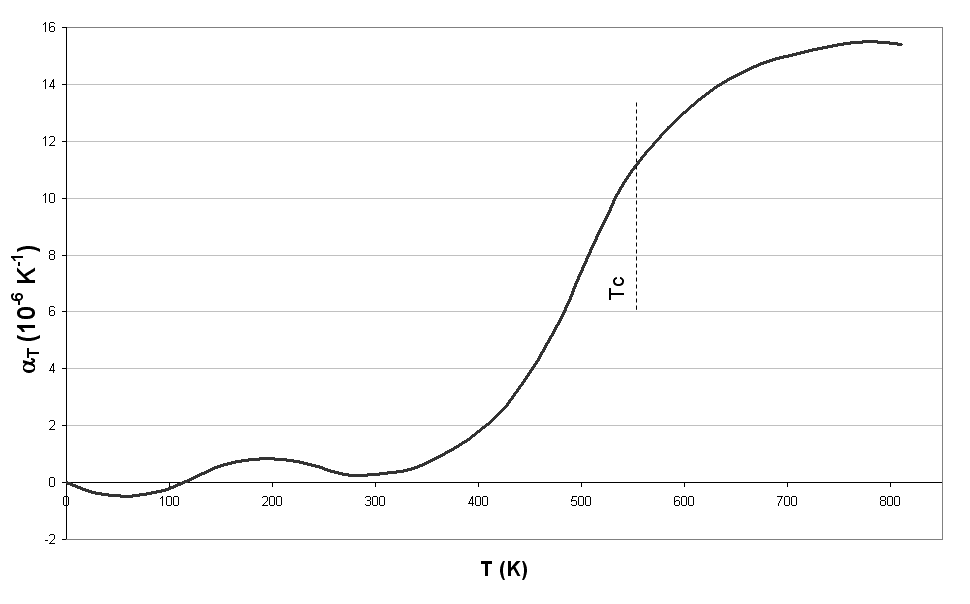
Évolution du coefficient de dilatation de l'Invar en fonction de la température.

La faible dilatation thermique de l'Invar est la propriété la plus connue de l'alliage. Du zéro absolu à 90 °C, elle reste inférieure à 2 × 10−6 K−1, à comparer à 12 × 10−6 K−1 et 13 × 10−6 K−1 pour le fer et le nickel, ses principaux constituants.
L'intérêt de cet alliage est donc évident aux températures cryogéniques, mais son utilisation ne se justifie plus aux températures plus élevées. En effet, bien que la température de Curie se situe à 280 °C pour l'alliage à 36 % de nickel, la stabilité dimensionnelle de l'Invar se dégrade fortement dès que l'on dépasse 130 °C.
Cependant, on peut repousser cette température en changeant la composition chimique de l'alliage. L'alliage nickel-fer à 50 % de nickel présente une température de Curie de 565 °C, ce seuil évoluant avec la teneur en nickel. Au-delà de 600 °C, aucun alliage de fer-nickel connu ne conserve son effet Invar : le quartz, avec un coefficient de dilatation thermique de 0,5 × 10−6 K−1 jusqu'à 300 °C, est alors souvent utilisé.

### Ferromagnétisme

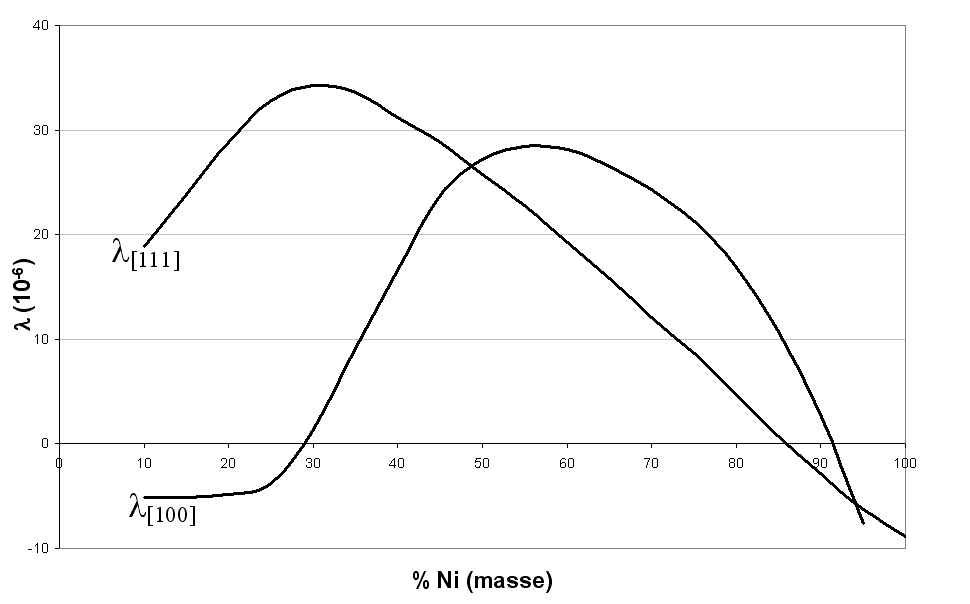
Évolution du coefficient de magnétostriction en fonction de la teneur en nickel.

Historiquement, le paramagnétisme de certains alliages de fer et de nickel a été la première singularité mise en évidence. La coexistence, dans des proportions variables avec la température, de deux structures, dont l'une possède un moment magnétique élevé (2,2 à 2,5 μB), un plus fort paramètre de maille et est conforme à la règle de Hund, et l'autre ayant un plus faible moment magnétique (0,8 à 1,5 μB) et paramètre de maille, induit une variation dimensionnelle de l'alliage lorsqu'il est soumis à un champ magnétique variable. Si on veut donc maîtriser la stabilité dimensionnelle de l'Invar, il faut donc éviter de l'exposer à un champ magnétique ou le remplacer par un alliage antiferromagnétique... sachant qu'on ne connaît encore aucun alliage antiferromagnétique présentant un coefficient de dilatation thermique inférieur à 4 × 10−6 K−1.
Cette sensibilité dimensionnelle des alliages de fer-nickel aux champs magnétiques a fait l'objet de recherches intensives, soit pour tirer profit de cette propriété (actionneurs magnétostrictifs) soit s'en prémunir (la magnétostriction du Permalloy 78 (78 % de nickel) est nulle).

### Autres propriétés
Strictement parlant, le terme « Invar » ne désigne que l'alliage contenant 36 % de nickel, qui a le plus faible coefficient d'expansion (même si les alliages de nickel à 50 % sont parfois appelés Invar). On recense, pour cet alliage, à 20 °C,:
| Résistivité                                   | 75–85 µΩ cm          |
| Module de Young                               | 140-150 GPa          |
| Module de cisaillement                        | 57 GPa               |
| Dureté Brinell                                | 160                  |
| Allongement à la rupture                      | < 45 %               |
| Résilience (à 20 °C)                          | 140–150 J cm−2       |
| Coefficient de Poisson                        | 0,22807 (= E/2G - 1) |
| Limite à la rupture                           | 450-590 MPa          |
| Densité                                       | 8,125                |
| Coefficient de dilatation linéaire (20-90 °C) | 1,2–2,0 × 10−6 K−1   |
| Conductivité thermique (à 23 °C)              | 13 W m−1 K−1         |
| Capacité thermique massique                   | 510 J kg−1 K−1       |

## Applications
Grâce à son faible coefficient de dilatation thermique (environ 2 × 10−6 K−1 en longueur) (certaines nuances ont des coefficients de dilatation négatifs), il est utilisé pour réaliser des instruments de précision :
- horlogerie ;
- topographie ;
- appareils de mesure physique de laboratoire ;
- détecteurs d'activité sismique ;
- cadres shadow mask ;
- moules pour pièces composites dans l'aéronautique.

Mais la stabilité aux changements de température permet également de réaliser des constructions insensibles aux contraintes thermiques : le revêtement intérieur de cuves de méthanier en Invar est la technologie prédominante pour le transport du gaz naturel à −162 °C, à pression atmosphérique.
À la différence de certains matériaux possédant également des coefficients de dilatation très faibles, l'invar présente des avantages des métaux (conductivité électrique, aptitude à la soudure ou à la brasure, élasticité, etc.). L'iridium, le tantale ou le tungstène présentent les mêmes propriétés, mais sont très coûteux. L'invar est donc un candidat idéal pour :
- la construction de bilames où il permet un maximum de différence vis-à-vis du métal avec lequel il est associé.

## Alliages de nickel similaires
La variation de la teneur en nickel ou l'association à d'autres matériaux permet, non pas d'obtenir une dilatation nulle, mais exactement identique à celui des autres matières :
- optique de précision : le Kovar est un alliage proche de l'invar ayant le même comportement que le verre ;
- électronique : l'alliage Nilo 42 à 41 % de nickel, dont la dilatation est bien adaptée à celle du silicium, est utilisé pour la fabrication de supports de circuits intégrés (appelés aussi leadframes)[8] ;
- le platinite, à 46 % de nickel et 0,3 % de carbone, a le même coefficient de dilatation que celui du verre, ce qui permet de l'utiliser pour constituer des fils soudables au verre (lampes).

Enfin, d'autres applications ont été développées :
- l’Élinvar (élasticité invariable) est un alliage à 36 % nickel et 5 % de chrome utilisé dans l'horlogerie de précision car son module d'élasticité ne varie que très peu avec la température.